# Muskátli
A muskátli (Pelargonium) egy nemzetség, amely körülbelül 200 évelő, pozsgás és bokor alakú fajt tartalmaz. Zavaró, hogy angolul geranium a muskátli, holott a muskátlik a Pelargonium nemzetség egyes fajai; ugyanakkor a Geranium nemzetség is a gólyaorrfélék családjába tartozik. Linné eredetileg egy nemzetségként kezelte őket, de később Charles Louis L’Héritier de Brutelle által két nemzetséggé lett szétválasztva 1789-ben. Fajtól függően 20 cm-től 150 cm-ig nőnek meg. Fénykedvelő, de csak enyhe (-2 °C) fagyokat viselnek el.
Levelei megdörzsölve erősen fűszeres, muskotályos illatot árasztanak.

## Története
Az első ismert „termesztett” muskátlifaj a Dél-Afrikában őshonos Pelargonium triste volt. Leiden városának botanikus kertjébe 1600 előtt kerülhetett olyan hajókon, amelyek kikötöttek a Jóreménység-fokánál. 1631-ben idősebb John Tradescant angol kertész magokat vett Rene Morintól Párizsban, és megkezdte telepítését Angliában. A Pelargonium nevet Johannes Burman vezette be 1738-ban, a görög πελαργός, pelargós= gólya szóból, mivel a növény virága hasonlít a gólya csőrére.
Azon kívül, hogy a szépségükért ültetik őket, egyes fajok (mint például a Pelargonium graveolens) fontosak a parfümipar számára is. Az illatos fajok párlatait sokszor használják drága rózsaolajak kiegészítésére és hamisítására.

## Képek

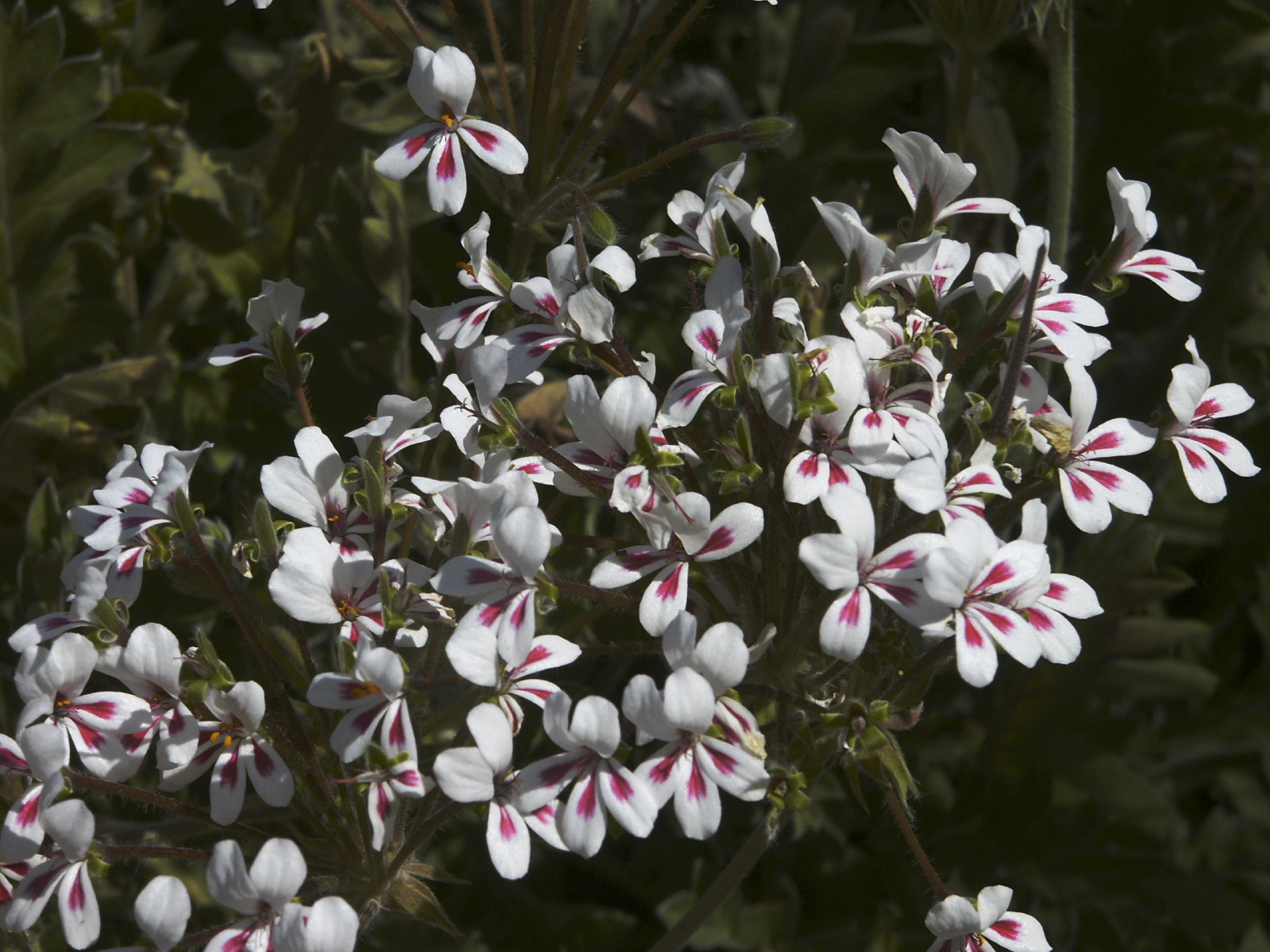
Őshonos muskátli a dél-afrikai Namaqualand-ban
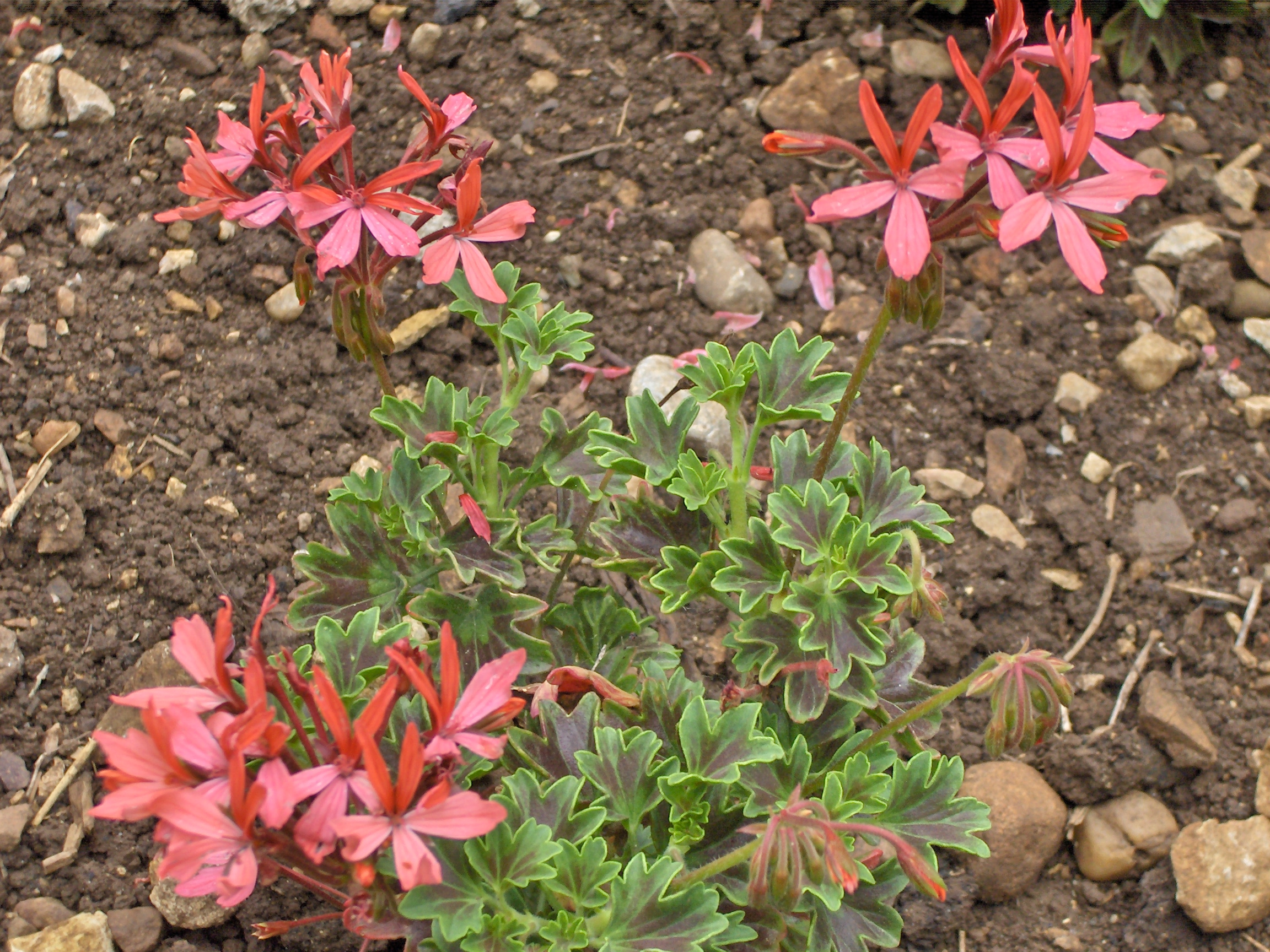
Pelargonium Stellar, egy kultúrnövény-változat
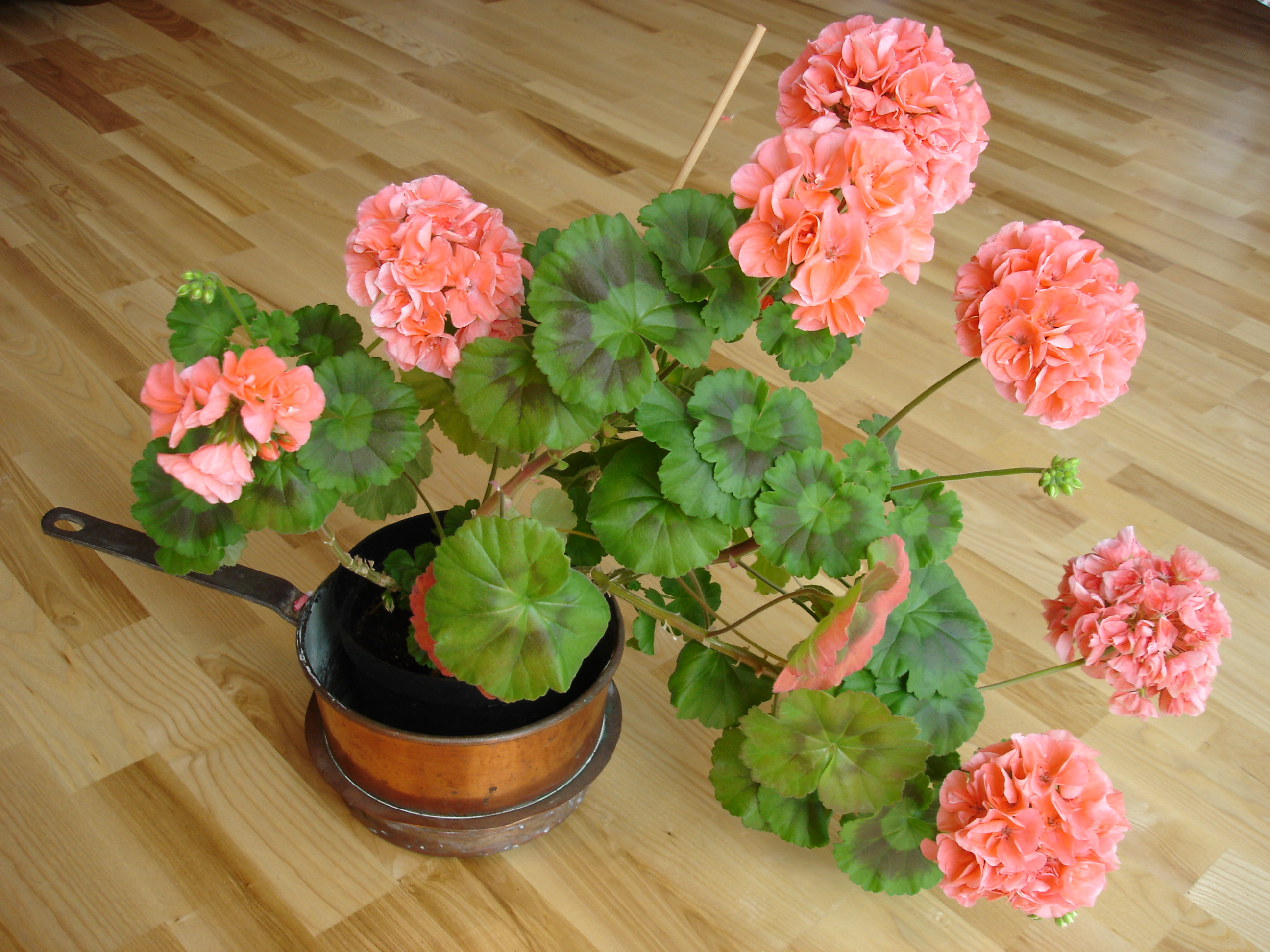
Garden geranium (Pelargonium x hortorum)
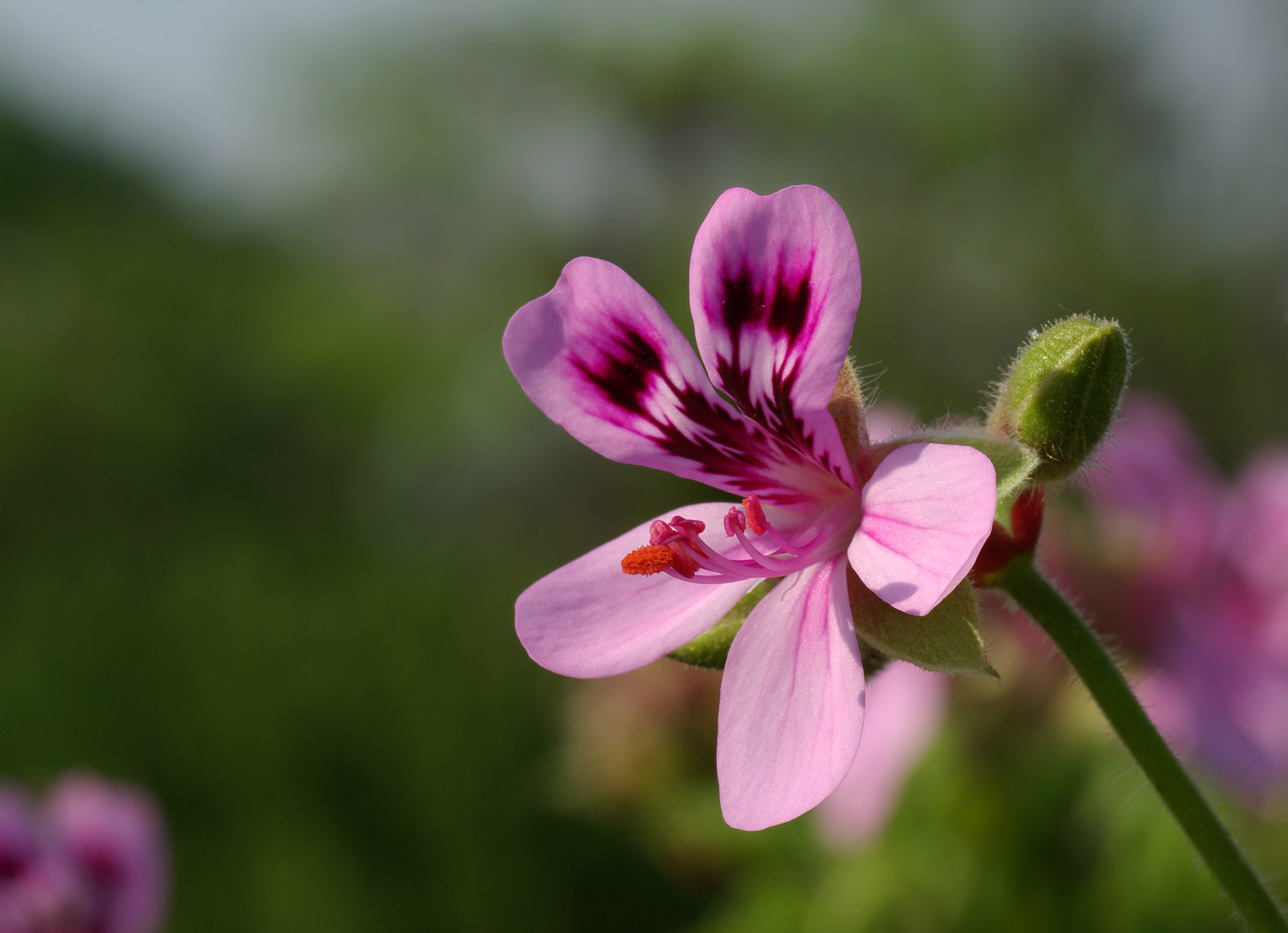
P. quercifolium 'Fair Ellen'
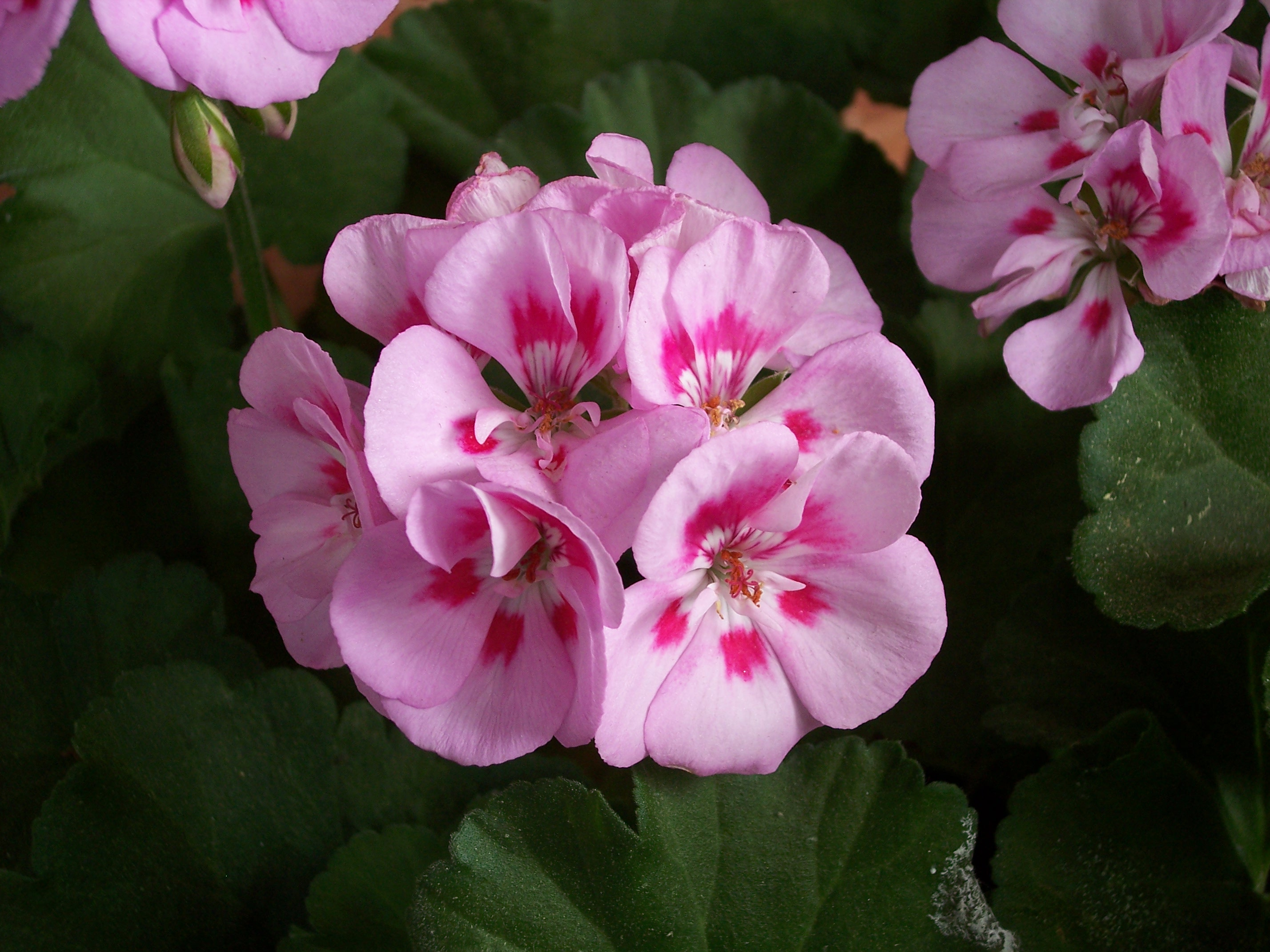
P. × hortorum

## Fordítás
- Ez a szócikk részben vagy egészben  a   Pelargonium című angol Wikipédia-szócikk ezen változatának fordításán alapul.  Az eredeti cikk szerkesztőit annak laptörténete sorolja fel. Ez a jelzés csupán a megfogalmazás eredetét és a szerzői jogokat jelzi, nem szolgál a cikkben szereplő információk forrásmegjelöléseként.